# 오영전
오영전(吳永田, 1866년 음력 12월 13일 ~ ?)은 대한제국과 일제강점기 초기의 관료이다.

## 생애
출신지는 원적지인 충청남도 청주군이다. 양반 가문에서 태어나 어릴 때는 한문을 수학했고, 한성부의 사립학교인 동아학관 법률경제과를 거친 뒤 1905년에 관리를 뽑는 문관전고시험에 합격하였다.
1905년에 농상공부 주사로 임명되면서 관리 생활을 시작하였다. 농상공부 서기랑과 존봉도감 감조관 등을 지냈다. 한일 병합 조약으로 조선총독부 체제가 출범하면서 충청북도 문의군 군수로 임명되어 재직했다. 문의군수로 재직 중이던 1913년에 정8위에 서위되어 있었다.
1914년의 대규모 인사 개편 때 문의군수직에서 면직되어, 총독부 관리로 오래 근무하지는 않았다. 퇴관 후에는 청주군 북이면에서 북이면장을 오래 역임하였고, 현 청원군 내수읍을 중심으로 조직된 내수금융조합의 조합장도 맡아 이 지역의 유지로 활동했다.
2008년 발표된 민족문제연구소의 친일인명사전 수록예정자 명단 중 관료 부문에 포함되었다.

## 참고자료
- 오영전(吳永田) - 국사편찬위원회